# Districtul Seka
Seka (thailandeză เซกา) este un district (amphoe) în partea estică a Provinciei Bueng Kan în nord-estul Thailandei.

## Geografie
Districtele vecine sunt amphoe-ul Phon Charoen, amphoe-ul Si Wilai, amphoe-ul Mueang Bueng Kan, amphoe-ul Bung Khla, amphoe-ul Bueng Khong Long al provinciei Bueng Kan, amphoe-ul Na Thom al Provinciei Nakhon Phanom, amphoe-ul Akat Amnuai, amphoe-ul Kham Ta Kla și amphoe-ul Ban Muang al Provinciei Sakon Nakhon.
Râul principal al districtului este Râul Songkhram. De asemenea, se află Sanctuarul Phu Wua.

## Istorie
Seka a fost fondat la 16 noiembrie 1958, când cele 5 tambon-uri Seka, Dong Bang, Sand, Pho Mak Khaeng și Tha Kok Daeng s-au despărțit de amphoe-ul Bueng Kan. A devenit un district anul următor.

## Administrație
Districtul este împărțit în 9 subdistricte (tambon), care sunt subdivizate în 131 sate (muban). Sunt două municipii-subdistricte (thesaban tambon) - Si Phana cuprinde părți al tambon-ului Seka, Tha Sa-at cuprinde părți ale tambon-ului omonim. Sunt divizate mai departe în 9 organizații administrative ale tambon-ului.
| Număr | Nume          | Thailandeză | Sate | Inh.   |
| ----- | ------------- | ----------- | ---- | ------ |
| 1.    | Seka          | เซกา        | 22   | 18,497 |
| 2.    | Sang          | ซาง         | 12   | 8,549  |
| 3.    | Tha Kok Daeng | ท่ากกแดง     | 16   | 6,961  |
| 6.    | Ban Tong      | บ้านต้อง      | 15   | 10,528 |
| 7.    | Pong Hai      | ป่งไฮ        | 17   | 10,144 |
| 8.    | Nam Chan      | น้ำจั้น        | 12   | 6,159  |
| 9.    | Tha Sa-at     | ท่าสะอาด     | 13   | 9,526  |
| 12.   | Nong Thum     | หนองทุ่ม      | 12   | 6,896  |
| 13.   | Sok Kam       | โสกก่าม      | 12   | 5,877  |

Notă: Numerele lipsă se referă la tambon-urile despărțite care formează Districtul Bueng Khong Long.